# Sandhnúkar
Sandhnúkar är en bergstopp i republiken Island. Den ligger i regionen Austurland, 300 km nordost om huvudstaden Reykjavík. Toppen på Sandhnúkar är 760 meter över havet, eller 214 meter över den omgivande terrängen. Bredden vid basen är 6,6 km.
Trakten runt Sandhnúkar är nära nog obefolkad, med mindre än två invånare per kvadratkilometer. Det finns inga samhällen i närheten. Trakten runt Sandhnúkar består i huvudsak av gräsmarker.